# Church Avenue (linea IND Culver)
Church Avenue è una stazione della metropolitana di New York, situata sulla linea IND Culver. Nel 2014 è stata utilizzata da 3 201 585 passeggeri.
È servita dalle linee F Sixth Avenue Local e G Brooklyn-Queens Crosstown Local, sempre attive.